# Otto Reinhold Nordenskjöld
Otto Reinhold Nordenskjöld, född den 27 mars 1832 i Myresjö socken, Jönköpings län, död den 10 januari 1912 på Fårebo i Misterhults  församling, Kalmar län, var en svensk sjömilitär. Han var sonson till Otto Henrik Nordenskjöld och svärfar till Erik Nordenskjöld.
Nordenskjöld blev sekundlöjtnant vid flottan 1854. Efter anställning i engelsk örlogstjänst 1861–1863 befordrades han till premiärlöjtnant sistnämnda år, till kapten 1866, till kommendörkapten av andra graden 1881 och av första graden 1885. Nordenskjöld beviljades avsked 1890. Han invaldes som ledamot av Örlogsmannasällskapet 1881. Nordenskjöld blev riddare av Svärdsorden 1878.